# 三瀬谷電報電話局

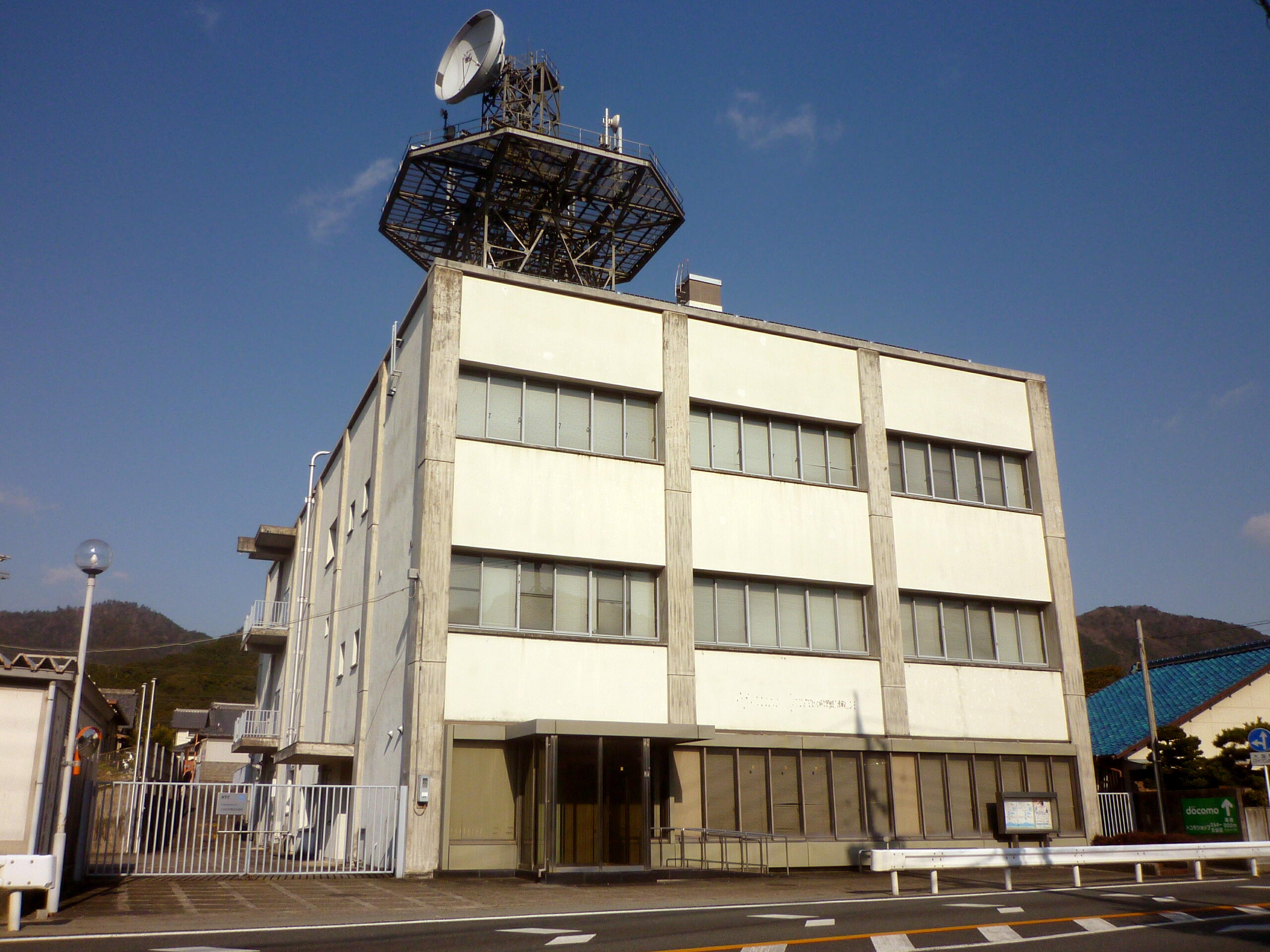
大台佐原電話交換所（旧・三瀬谷電報電話局）

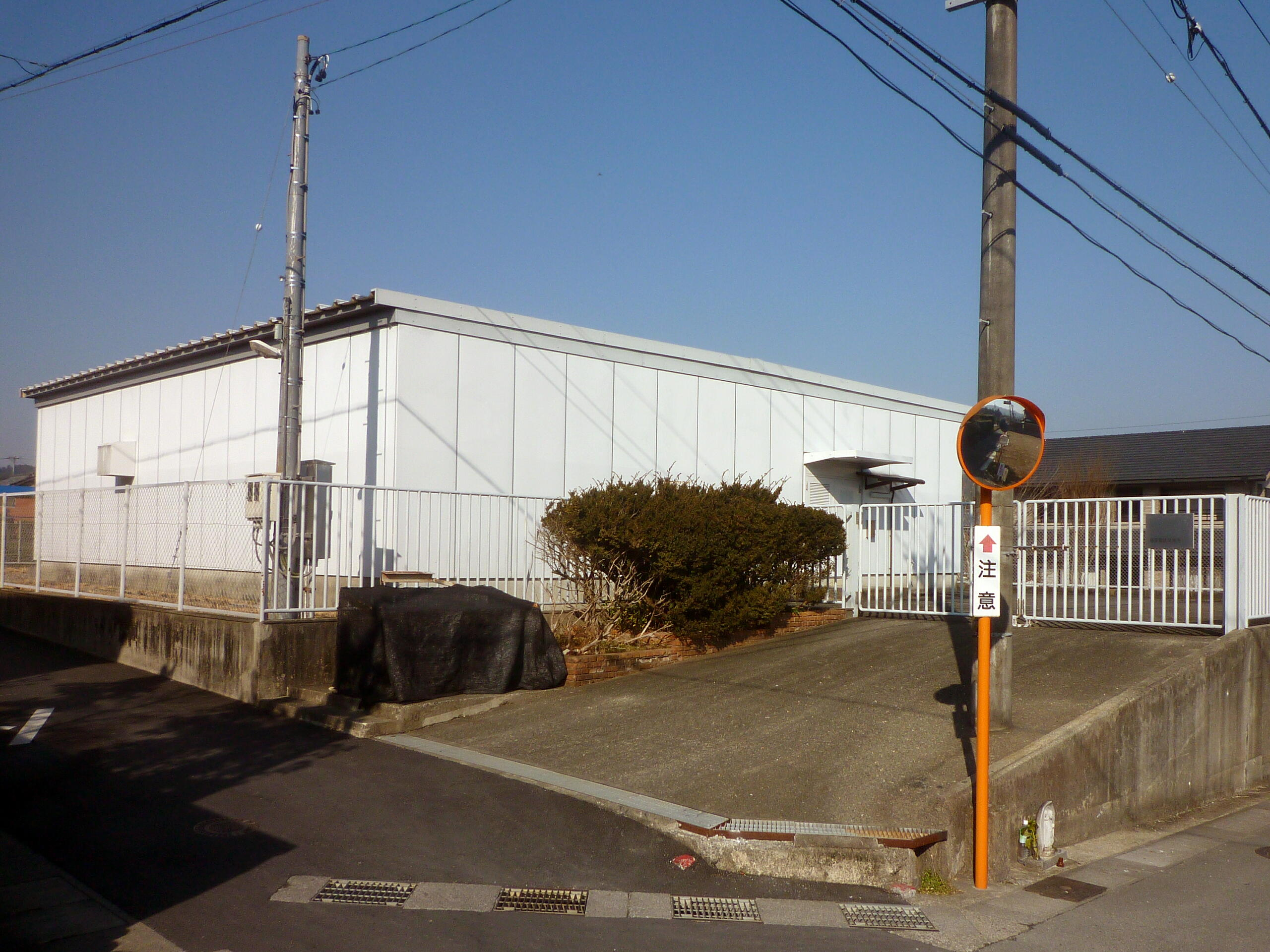
栃原電話交換所

三瀬谷電報電話局（みせだにでんぽうでんわきょく）は三重県多気郡大台町にあった日本電信電話公社（現:NTT西日本）の電報電話局。東海電気通信局三重電気通信部の管轄下にあった。

## 概要
- 所在地
  - 三瀬谷電報電話局（現・大台佐原電話交換所）：三重県多気郡大台町大字佐原字上中通り800
  - 栃原電話交換局（現・栃原電話交換所）：三重県多気郡大台町新田

## 沿革
- 1966年（昭和41年）2月5日 - 三瀬谷農村集団自動電話が開通[1]。
- 1969年（昭和44年）4月11日 - 三瀬谷電報電話局が開局[2]。三瀬谷郵便局の電話交換業務および和文電報配達業務を引き継ぐ[3]。自動改式[4]。
- 1969年（昭和44年）4月23日 - 栃原農村集団自動電話および七保農村集団自動電話が開通[4]。
- 1969年（昭和44年）5月8日 - 川添農村集団自動電話が開通[4]。
- 1970年（昭和45年）4月17日 - 滝原農村集団自動電話が開通[5]。
- 1972年（昭和47年）3月15日 - 電報業務再編成実施（第三者委託）[5]。
- 1972年（昭和47年）9月16日 - 台風20号により通信設備一部被災[5]。
- 1972年（昭和47年）12月22日 - 市外交換設備を設置[5]。
- 1973年（昭和48年）7月25日 - 滝原電話交換局自動化[6]。滝原郵便局の電話交換業務および和文電報配達業務を引き継ぐ[7][8]。
- 1976年（昭和51年）1月20日 - 栃原電話交換局が完成[9]。
- 1976年（昭和51年）8月25日 - 川添郵便局、栃原郵便局、七保郵便局の電話交換業務を引き継ぐ[10]。
- 1977年（昭和52年）11月9日 - 萩原郵便局の和文電報配達業務の一部を引き継ぐ[11]。
- 1987年（昭和62年） - 宮川電報電話局の廃止に伴い、その業務を引き継ぐ[12][13]。
- 1989年（平成元年）4月1日 - NTT津支店お客さまサービス部大台営業所となる[9]。
- 1991年（平成3年）2月23日 - NTT津支店お客さまサービス部松阪営業所へ業務統合[9]。